# 乌尔比斯河
乌尔比斯河（法語：Ourbise，法語發音：[uʁbiz]）是法国新阿基坦大区洛特-加龙省的河流，是加龍河的左支流，长23.8千米。